# .mf
.mf — национальный домен верхнего уровня для Сен-Мартена (территория Франции). Регистрация домена произошла 11 ноября 2007 года.
Тем не менее домен .mf ещё не готов к запуску, поскольку ICANN ждёт решения французских властей о делегировании этой доменной зоны.
На настоящий момент официальным доменом Сен-Мартена остаётся домен Гваделупы .gp.